# Jean-Armand de Joyeuse
Jean-Armand de Joyeuse (geb. 1631; gest. 1. Juli 1710 in Paris), Marquis de Joyeuse und Comte de Grand-pré, war ein französischer General und Marschall von Frankreich.
Jean-Armand de Joyeuse war der zweite Sohn von Antoine-Francois de Joyeuse, eines französischen Kavallerieoffiziers und der Henriette de la Vieuville. Er trat 1648 ins französische Heer ein und kämpfte 1650 in der Schlacht bei Rethel, bei der dortigen Entsetzung 1653 und bei der Belagerung von Stenai 1654. 1658 heiratete er Marguerite de Verpel, eine Cousine.
1693 befehligte er den linken Flügel in der Schlacht von Neerwinden, wo er durch den Schuss einer Muskete verwundet wurde. Im selben Jahr wurde er zum Marschall von Frankreich ernannt. 1697 verließ er das Heer, 1703 wurde er Gouverneur von Metz, Toul und Verdun. Er starb am 1. Juli 1710 in Paris ohne direkte Nachkommen, seine Ehefrau war bereits 1694 gestorben.

## Nachweise
1. 1 2 3  Biographie ardennaise : Histoire des Ardennais qui se sont fait remarquer par leurs écrits, leurs actions, leurs vertus ou leurs erreurs, vol. 2, Chez l'éditeur, n°9, rue de l'Arbre-Sec, 1830, S. 71

| Personendaten    | Personendaten            |
| ---------------- | ------------------------ |
| NAME             | Joyeuse, Jean-Armand de  |
| KURZBESCHREIBUNG | Marschall von Frankreich |
| GEBURTSDATUM     | 1631                     |
| STERBEDATUM      | 1. Juli 1710             |
| STERBEORT        | Paris                    |